# Manuel Martínez Núñez
Manuel Martínez Núñez (12 de setembre de 1954), és un professor i polític espanyol de Galicia Sempre i expresident de Suplusa.

## Trajectòria
És diplomat en Magisteri i llicenciat en Pedagogia. Vinculat al PSdeG-PSOE des de 1979, va ser Diputat del Congrés en les III i IV legislatures (entre 1986 i 1993). A nivell local va ser regidor de Becerreá entre 1995 i 2007, any en què va passar a ser alcalde. Va entrar a formar part de la Diputació de Lugo el 1999 i és diputat provincial pel partit judicial de Lugo, en què va ocupar l'Àrea d'Infraestructures i Obres. L'any 2015 va facilitar que el PPdeG aconseguís la presidència de la Diputació de Lugo a l'exercir de trànsfuga. Per a les eleccions municipals de 2019 va crear un partit al voltant de la seva persona (Galicia Sempre) amb què va aconseguir la seva majoria absoluta per a l'alcaldia de Becerreá.